# L'impero dei lupi
L'impero dei lupi (L'Empire des loups) è un film di Chris Nahon del 2005.
Il film, con protagonisti Jean Reno e Arly Jover e la partecipazione di Laura Morante, è tratto da un romanzo di Jean-Christophe Grangé.

## Trama
Anna Heymes, una tipica casalinga parigina di 31 anni, soffre di incubi e allucinazioni legate a una serie di efferati omicidi avvenuti in città. Contemporaneamente, una coppia di poliziotti, il poco ortodosso Schiffer e il più scrupoloso Nerteaux, lavorano per individuare il serial killer. La vita di Anna cambierà radicalmente quando scoprirà di essere in realtà turca, e in qualche modo legata alla spaventosa serie di omicidi e alla mafia turca.

## Produzione
Le riprese sono state effettuate in Cappadocia e a Istanbul (Turchia), e a Parigi (Francia).